# Eicosano
Con il termine eicosano (dal greco εἰκόσι eicósi, venti) ci si riferisce all'alcano lineare avente formula bruta C20H42. A questa composizione corrispondono 366.319 isomeri.

## Utilizzo
L'eicosano ha una scarsa applicazione nell'industria petrolchimica, dato il suo alto punto di infiammabilità, che lo rende un combustibile inefficiente.